# The Dreamers
Pour les articles homonymes, voir Innocents: The Dreamers.
The Dreamers est un album de John Zorn publié sur le label Tzadik en 2008. Il est enregistré par un ensemble de musiciens qui prendra par la suite le nom de The Dreamers. John Zorn dirige et ne joue que sur une pièce. L'album se situe, musicalement, dans la lignée de The Gift. Il contient une plaquette d'autocollants représentant des personnages dessinés par la designer Heung-Heung Chin (Chippy).

## Titres
| 1.    | Mow Mow                 | 3:04 |
| 2.    | Uluwati                 | 3:37 |
| 3.    | A Ride On Cottonfair    | 4:21 |
| 4.    | Anulikwutzayl           | 9:01 |
| 5.    | Toys                    | 2:43 |
| 6.    | Of Wonder And Certainty | 4:29 |
| 7.    | Mystic Circles          | 6:07 |
| 8.    | Nekashim                | 3:56 |
| 9.    | Exodus                  | 7:01 |
| 10.   | Forbidden Tears         | 3:07 |
| 11.   | Raksasa                 | 5:15 |
| 52:41 |                         |      |

## Personnel
- Cyro Baptista - percussion
- Joey Baron - batterie
- Trevor Dunn - basse
- Marc Ribot - guitare
- Jamie Saft - claviers
- Kenny Wollesen - vibraphone
- John Zorn - saxophone alto (sur Toys)